# Ahuachapán
Ahuachapán er en by i det vestlige El Salvador, med et indbyggertal (pr. 2007) på cirka 110.000. Byen er hovedstad i et departement af samme navn.
13°55′N 89°51′V / 13.917°N 89.850°V